# Peter Kyle
Peter Kyle (sinh ngày 9 tháng 9 năm 1970) là một chính khách của Đảng Lao động Anh và cựu giám đốc điều hành ngành từ thiện. Ông là Thành viên của Quốc hội (MP) cho Hove kể từ cuộc tổng tuyển cử tháng 5 năm 2015.. Từ tháng 4 năm 2020, ông là Bộ trưởng Bóng tối cho Nạn nhân và Công lý Thanh niên.

## Tuổi thơ và sự nghiệp
Kyle lớn lên ở West Sussex và chuyển đến Brighton and Hove vào năm 1996. Sau đó, ông đã lấy được bằng tiến sĩ về phát triển cộng đồng từ Đại học Sussex. Năm 2006, ông trở thành cố vấn đặc biệt của Văn phòng Nội các tập trung vào chính sách loại trừ xã hội.
Ông làm việc như một nhân viên cứu trợ ở Đông Âu và Balkan giúp đỡ những người trẻ tuổi có cuộc sống bị ảnh hưởng bởi sự bất ổn chính trị do chiến tranh tạo ra.
Từ năm 2007 đến 2013, ông là phó giám đốc điều hành của ACEVO. Năm 2013, ông trở thành giám đốc điều hành của Work for Youth, một tổ chức từ thiện mới thành lập tập trung vào việc giúp đỡ thanh niên thất nghiệp.

## Đời tư
Ông là chủ tịch của thống đốc Học viện Cộng đồng Brighton Aldridge.
Kyle mắc chứng khó đọc.
Năm 2016, Kyle chụp ảnh cùng các thành viên LGBT khác vì ông là người đồng tính.